# کاراکارای راه‌راه
کاراکارای راه‌راه یا کاراکارای فورستر (نام علمی: Phalcoboenus australis)، یک پرنده شکاری تقریباً در معرض خطر از خانواده شاهینان، یعنی شاهین‌ها و کاراکاراها است. که در آرژانتین، شیلی، و جزایر فالکلند یافت می‌شود. در فالکلند به عنوان کلاغ سیاه جانی شناخته می‌شود که احتمالاً از نام پنگوئن جانی (پنگوئن جنتو) نام‌گذاری شده‌است.
سامانه‌های طبقه‌بندی موافق هستند که کاراکارای راه‌راه تک‌نماد است.